# Renault Tracer
Renault Tracer i međugradski autobus francuske kompanije Renault koji je se proizvodio od 1991. do 2001. godine.

## Motori
- 9.8 L I6 turbo Diesel, 186 kW (253 KS)